# Erasmo de Formia
Erasmo de Formia, morto cerca de 303, também conhecido como Santo Elmo ou São Telmo, é o Santo padroeiro dos marinheiros. O fenómeno designado fogo-de-santelmo deve o seu nome a Santo Erasmo (São Elmo). Erasmo é um dos catorze santos auxiliares das lendas cristãs, invocados na Europa Central como intercessores.

## Vida e obras
A católica descreveu a vida de Erasmo com passagens surpreendentes. Ele pertencia ao clero da Antioquia. Foi forçado, durante a perseguição do imperador Diocleciano, a esconder-se numa caverna no Monte Líbano durante sete anos. Capturado e longamente torturado, foi levado para ser julgado pelo imperador, que tentou de todas as formas fazer com que renegasse a fé em Cristo. Porém Erasmo manteve-se firme e por isso novamente voltou para a prisão. De lá, foi milagrosamente libertado por um anjo que o levou para a Dalmácia, onde fez milhares de conversões durante mais sete anos.
Na época do imperador Maximiano, novamente foi preso e no tribunal, além de destruir um ídolo falso, declarou sua incontestável religião cristã. Tal atitude de Erasmo fez milhares de pagãos converterem-se, os quais depois foram mortos pela perseguição desse enfurecido imperador. Outra vez teria sido horrivelmente torturado e também libertado, agora pelo arcanjo Miguel, que o conduziu para a costa do sul da Itália. Ali se tornou o bispo de Fórnia, mas por um breve período. Morreu pouco depois devido às feridas de seus dois suplícios, por este motivo recebeu o título de mártir.
As muitas tradições descreveram algumas particularidades sobre as crueldades impostas nas suas torturas. Dizem que seu ventre foi cortado e aos poucos os seus intestinos foram retirados. Devido a esse suplício, Santo Erasmo tornou-se, para os fiéis, o protetor das enfermidades do ventre, dos intestinos e das dores do parto.
Os marinheiros ainda hoje são muito devotos de santo Erasmo, ou santo Elmo ("sant'Elmo"), como também o chamam. Desde a Idade Média eles o tomaram como seu padroeiro, invocado-o especialmente durante as adversidades no mar.
As fontes históricas da Igreja também comprovam a existência de Erasmo como mártir e bispo de Fórnia, Itália. Dentre elas estão o Martirológio Gerominiano, que indicou o dia 2 de junho para sua veneração e a inscrição do seu nome entre os mártires no calendário marmóreo de Nápoles.
O papa São Gregório Magno, no fim do século VI, escrevendo ao bispo Bacauda, de Fórnia, atestou que o corpo de santo Erasmo estava sepultado na igreja daquela diocese. No ano 842, depois de Fórnia ser destruída pelos sarracenos muçulmanos, as suas relíquias foram transferidas para a cidade de Gaeta e escondidas num dos pilares da igreja, de onde foram retiradas em 917. A partir de então, santo Erasmo foi declarado padroeiro de Gaeta e, em sua homenagem, foram cunhadas moedas com a sua efígie.
Após a recente revisão do calendário litúrgico, a Igreja manteve a festa deste Santo no dia em que sempre foi tradicionalmente celebrado.